# Obrubovanský potok
Obrubovanský potok je potok na Horehroní, v jižní části okresu Brezno. Je to pravostranný přítok Vydrové, měří 3,7 km a je tokem V. řádu.

## Pramen
Pramení ve Veporských vrších, v podcelku Balocké vrchy, na východním svahu Obrubovance (1 020,4 m n. m.), v nadmořské výšce cca 880 m n. m.

## Popis toku
Od pramenné oblasti teče potok směrem na sever, zleva přibírá krátký přítok z východního svahu Obrubovance, esovitě se stáčí, zprava přibírá krátký přítok od Korytárského gruntu, zleva Palantovici a Včelienovou a přechodně se stáčí směrem na SSV. Následně přibírá další krátké přítoky: dva zprava zpod Korytárského Grúně a tři zleva zpod Obrubovanského Grúně (769 m n. m.). Na dolním toku už nepřibírá žádné přítoky, teče přímo na sever a v lokalitě Pohnilá, v blízkosti myslivny ve Vydrovské dolině, jihozápadně od centra obce Čierny Balog, se v nadmořské výšce přibližně 593 m n. m. vlévá do Vydrova.